# اگنتز، آویز
اگنتز، اویز (به فرانسوی: Agnetz, Oise) یک کامین در فرانسه است که در Canton of Clermont واقع شده‌است.

## خصوصیات
اگنتز ۱۲٫۹۴ کیلومترمربع مساحت و ۲٬۹۲۲ نفر جمعیت دارد و ۶۱ متر بالاتر از سطح دریا واقع شده‌است.